# Filmfestivalen i Cannes 2011
Den 64:e Filmfestivalen i Cannes hölls den 11 till 22 maj 2011. Den amerikanske skådespelaren Robert De Niro agerade som juryns ordförande för huvudtävlingen och den franske filmskaparen Michel Gondry ledde juryn för kortfilmstävlingen. Den sydkoreanske filmregissören Bong Joon-ho var ledde juryn för priset Caméra d ' Or, som delas ut till bästa nykomling. Den amerikanska filmen The Tree of Life regisserad av Terrence Malick vann guldpalmen.
Midnatt i Paris, skriven och regisserad av Woody Allen, öppnade festivalen och Beloved (Les Bien-aimés), regisserad av Christophe Honoré visades utom tävlan, avslutade festivalen. Mélanie Laurent var värd för öppnings- och avslutningsceremonierna.
Den italienske filmregissören Bernardo Bertolucci fick motta den tredje hedersguldpalmen vid festivalens öppningsceremoni. Även om utmärkelsen tidigare hade delats ut sporadiskt var tanken att hederspalmen delas ut årligen efter 2011. Det skulle dock dröja till filmfestivalen i Cannes 2015 när nästa delades ut. Gus Van Sant 's Restless öppnade sektionen Un Certain Regard. De fängslade iranska filmregissörerna Jafar Panahi och Mohammad Rasoulof hedrades på festivalen. Goodbye av Rasoulof och Panahis This Is Not a Film visades på festivalen och Panahi tilldelades priset Carrosse d'Or. Fyra kvinnliga regissörer medverkade i huvudtävlingen: Julia Leigh från Australien, Naomi Kawase från Japan, Lynne Ramsay från Skottland och slutligen Maïwenn Le Besco från Frankrike.
Den danske filmregissören Lars von Trier orsakade kontroverser på presskonferensen för sin film Melancholia. När han tillfrågades om förhållandet mellan den tyska romantiken i filmen och sitt eget tyska arv skämtade regissören om judar och nazister. Han sa att han förstod Adolf Hitler och beundrade arkitekten Albert Speers arbete, och meddelade skämtsamt att han var nazist. Filmfestivalen i Cannes utfärdade samma dag en officiell ursäkt för kommentarerna och klargjorde att Trier inte är en nazist eller en antisemit, sedan förklarades regissören persona non grata följande dag. Filmen kvarblev i tävlan.

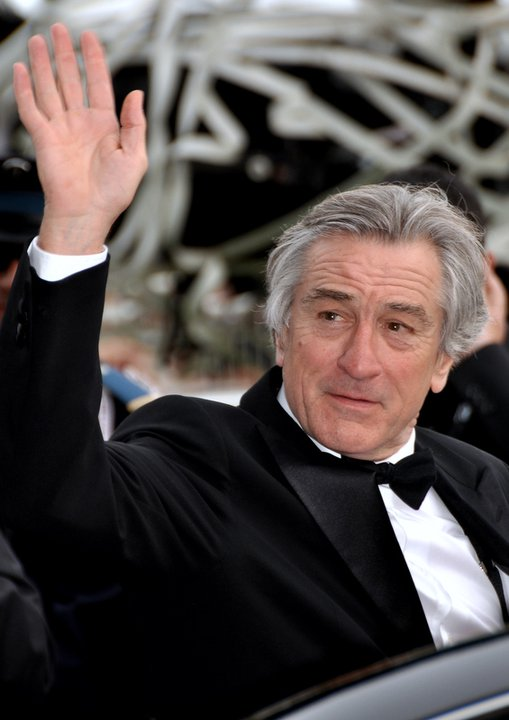
Robert De Niro, juryordförande 2011.

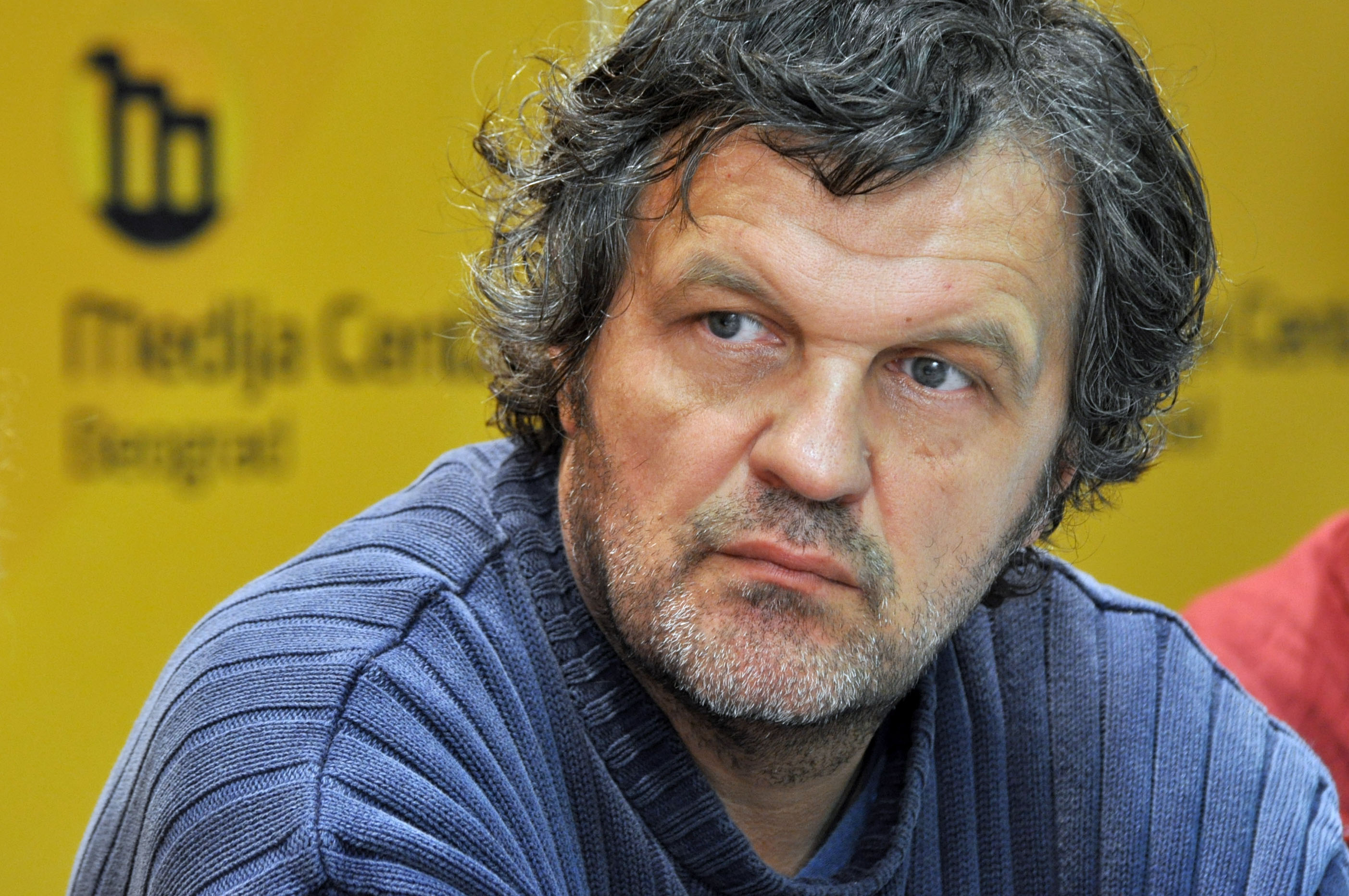
Emir Kusturica, juryordförande Un Certain Regard.

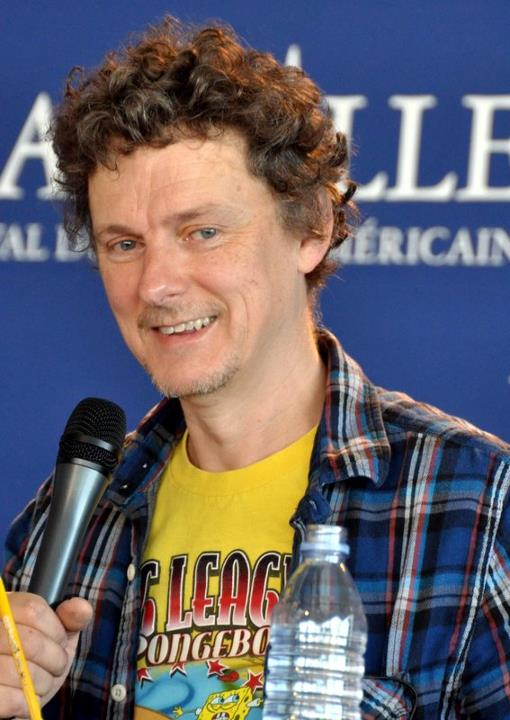
Michel Gondry, juryordförande Cinéfondation och kortfilmer.

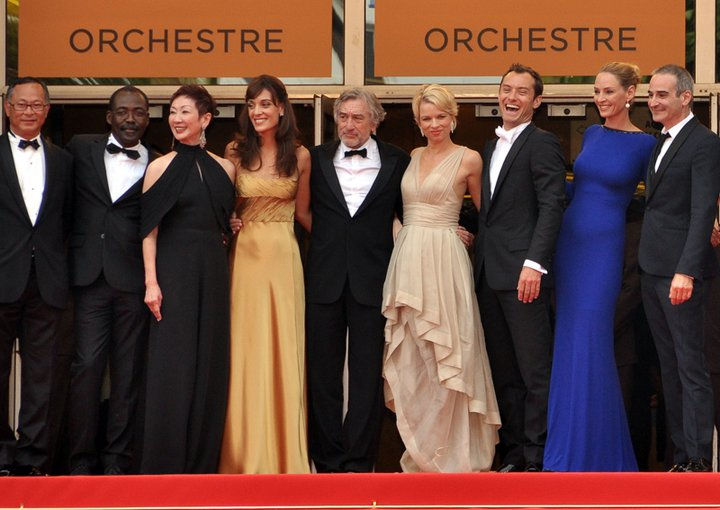
Juryn för huvudtävlingen. Från vänster till höger: Johnnie To, Mahamat-Saleh Haroun, Nansun Shi, Martina Gusman, Robert De Niro, Linn Ullmann, Jude Law, Uma Thurman och Olivier Assayas.

## Juryer

### Huvudtävling
Följande personer utsågs till juryn för långfilmerna från det officiella urvalet 2010:
- Robert De Niro (amerikansk skådespelare) Jurypresident
- Jude Law, (engelsk skådespelare)
- Uma Thurman (amerikansk skådespelerska)
- Martina Gusmán (argentinsk skådespelerska och producent)
- Nansun Shi (producent i Hongkong)
- Linn Ullmann (norsk kritiker och författare)
- Olivier Assayas (fransk regissör)
- Mahamat-Saleh Haroun (tchadisk regissör)
- Johnnie To (regissör och producent i Hong Kong)

### Un Certain Regard
- Emir Kusturica (serbisk regissör) President
- Élodie Bouchez (fransk skådespelerska)
- Peter Bradshaw (brittisk kritiker)
- Geoffrey Gilmore (amerikansk kreativ chef för Tribeca Enterprises)
- Daniela Michel (mexikansk chef för Morelia -festivalen)

### Cinéfondation och kortfilmer
- Michel Gondry (fransk regissör) President
- Julie Gayet (fransk skådespelerska och producent)
- Jessica Hausner (österrikisk regissör och producent)
- Corneliu Porumboiu (rumänsk regissör)
- João Pedro Rodrigues (portugisisk regissör)

### Camera d'Or
- Bong Joon-ho (sydkoreansk regissör) President
- Danièle Heymann (fransk kritiker)
- Eva Vezer (ungersk chef för Magyar Filmunio)
- Robert Alazraki (fransk filmfotograf)
- Daniel Colland (fransk chef för Cinedia -laboratoriet)
- Jacques Maillot (fransk regissör)
- Alex Masson (fransk kritiker)

### Oberoende juryer
Följande oberoende jury delade ut filmer inom ramen för Internationella kritikerveckan.
Nespresso Grand Prize
- Lee Chang-dong (sydkoreansk filmregissör) President
- Scott Foundas (amerikansk filmkritiker)
- Nick James (engelsk filmkritiker)
- Sergio Wolf (argentinsk filmkritiker och kurator)
- Cristina Piccino (italiensk filmkritiker)

## Officiellt urval

### I tävlan - Spelfilmer
Följande långfilmer tävlade om Guldpalmen. Guldpalmsvinnaren har markerats.
| Engelsk titel                 | Originaltitel                               | Regissör(er)         | Land                       |
| ----------------------------- | ------------------------------------------- | -------------------- | -------------------------- |
| The Artist                    | The Artist                                  | Michel Hazanavicius  | Frankrike                  |
| Drive                         | Drive                                       | Nicolas Winding Refn | Förenta Staterna           |
| Footnote                      | Hearat Shulayim                             | Joseph Cedar         | Israel                     |
| Hanezu                        | 朱花の月 / Hanezu No Tsuki                  | Naomi Kawase         | Japan                      |
| Hara-Kiri: Death of a Samurai | 一命 / Ichimei                              | Takashi Miike        | Japan                      |
| Le Havre                      | Le Havre                                    | Aki Kaurismäki       | Finland                    |
| House of Tolerance            | L'apollonide (Souvenirs de la maison close) | Bertrand Bonello     | Frankrike                  |
| The Kid with a Bike           | Le Gamin au vélo                            | Dardenne brothers    | Belgien                    |
| Melancholia                   | Melancholia                                 | Lars von Trier       | Danmark                    |
| Michael (CdO)                 | Michael (CdO)                               | Markus Schleinzer    | Österrike                  |
| Once Upon a Time in Anatolia  | Bir Zamanlar Anadolu'da                     | Nuri Bilge Ceylan    | Turkiet                    |
| Pater                         | Pater                                       | Alain Cavalier       | Frankrike                  |
| Polisse                       | Polisse                                     | Maïwenn Le Besco     | Frankrike                  |
| The Skin I Live In            | La piel que habito                          | Pedro Almodóvar      | Spanien                    |
| Sleeping Beauty (CdO)         | Sleeping Beauty (CdO)                       | Julia Leigh          | Australien                 |
| The Source                    | La source des femmes                        | Radu Mihăileanu      | Frankrike                  |
| This Must Be the Place        | This Must Be the Place                      | Paolo Sorrentino     | Italien, Frankrike, Irland |
| The Tree of Life              | The Tree of Life                            | Terrence Malick      | Förenta Staterna           |
| We Have a Pope                | Habemus Papam                               | Nanni Moretti        | Italien                    |
| We Need to Talk About Kevin   | We Need to Talk About Kevin                 | Lynne Ramsay         | Storbritannien             |

(CdO) indikerar film som är berättigad till Caméra d'Or som regidebut.

### Un Certain Regard
Följande filmer valdes ut för tävlingen av Un Certain Regard. Vinnaren av prisen Un Certain Regard har markerats.
| Engelsk titel                  | Originaltitel                   | Regissör(er)                | Land             |
| ------------------------------ | ------------------------------- | --------------------------- | ---------------- |
| Arirang                        | 아리랑 / Arirang                | Kim Ki-duk                  | Sydkorea         |
| Beauty                         | Skoonheid                       | Oliver Hermanus             | Sydafrika        |
| Bonsai                         | Bonsai                          | Cristián Jiménez            | Chile            |
| The Day He Arrives             | 북촌방향 / Bukchonbanghyang     | Hong Sang-soo               | Sydkorea         |
| Elena                          | Елена / Yelena                  | Andrey Zvyagintsev          | Ryssland         |
| Goodbye                        | به امید دیدار / Be omid e didār | Mohammad Rasoulof           | Iran             |
| Hard Labor (CdO)               | Trabalhar Cansa                 | Juliana Rojas & Marco Dutra | Brasilien        |
| The Hunter                     | Охотник / Okhotnik              | Bakur Bakuradze             | Ryssland         |
| Loverboy                       | Loverboy                        | Cătălin Mitulescu           | Rumänien         |
| Martha Marcy May Marlene (CdO) | Martha Marcy May Marlene (CdO)  | Sean Durkin                 | Förenta Staterna |
| The Minister                   | L'Exercice de l'État            | Pierre Schöller             | Frankrike        |
| Miss Bala                      | Miss Bala                       | Gerardo Naranjo             | Mexiko           |
| Oslo, 31 August                | Oslo, 31 August                 | Joachim Trier               | Norge            |
| Outside Satan                  | Hors Satan                      | Bruno Dumont                | Frankrike        |
| Restless                       | Restless                        | Gus Van Sant                | Förenta Staterna |
| The Snows of Kilimanjaro       | Les Neiges du Kilimandjaro      | Robert Guédiguian           | Frankrike        |
| Stopped on Track               | Halt auf freier Strecke         | Andreas Dresen              | Tyskland         |
| Tatsumi                        | Tatsumi                         | Eric Khoo                   | Singapore        |
| Toomelah                       | Toomelah                        | Ivan Sen                    | Australien       |
| Where Do We Go Now?            | هلق لوين؟ / Halla' Lawein?      | Nadine Labaki               | Libanon          |
| The Yellow Sea                 | 황해 / Hwanghae                 | Na Hong-jin                 | Sydkorea         |

(CdO) indikerar film som är berättigad till Caméra d'Or som regidebut.

### Utom tävlan
Följande filmer valdes ut för att visas utom tävlan:
| Engelsk titel                                | Originaltitel                                | Regissör(er)                             | Prod. Land       |
| -------------------------------------------- | -------------------------------------------- | ---------------------------------------- | ---------------- |
| The Beaver                                   | The Beaver                                   | Jodie Foster                             | Förenta Staterna |
| Beloved                                      | Les Bien-aimés                               | Christophe Honoré                        | Frankrike        |
| The Conquest                                 | La Conquête                                  | Xavier Durringer                         | Frankrike        |
| Midnight in Paris                            | Midnight in Paris                            | Woody Allen                              | Förenta Staterna |
| Pirates of the Caribbean: On Stranger Tides  | Pirates of the Caribbean: On Stranger Tides  | Rob Marshall                             | Förenta Staterna |
| Midnight Screenings                          |                                              |                                          |                  |
| Bollywood: The Greatest Love Story Ever Told | Bollywood: The Greatest Love Story Ever Told | Rakeysh Omprakash Mehra & Jeff Zimbalist | Indien           |
| Days of Grace (CdO)                          | Dias de gracia                               | Everardo Gout                            | Mexiko           |
| Wu Xia                                       | Wu Xia                                       | Peter Chan                               | Hong Kong        |

(CdO) indikerar film som är berättigad till Caméra d'Or som regidebut.

### Särskilda visningar
Följande filmer visades som speciella visningar.
| Engelsk titel                      | Originaltitel                   | Regissör(er) | Land             |
| ---------------------------------- | ------------------------------- | --- | ---------------- |
| 18 Days                            | Tamantashar yom                 | Ahmad Abdallah, Mariam Abou Ouf, Kamla Abu Zikri, Ahmed Alaa, Mohamed Ali, Sherif Arafa, Sherif El Bendary, Marwan Hamed, Khaled Marei and Yousry Nasrallah | Egypten          |
| The Big Fix                        | The Big Fix                     | Rebecca Tickell and Josh Tickell | Förenta Staterna |
| Duch, Master of the Forges of Hell | Le Maître des forges de l'Enfer | Rithy Panh | Frankrike        |
| Leader-Sheep                       | Tous au Larzac                  | Christian Rouaud | Frankrike        |
| Michel Petrucciani                 | Michel Petrucciani              | Michael Radford | Frankrike        |
| No More Fear (CdO)                 | La khaoufa baada al'yaoum       | Mourad Ben Cheikh | Tunisia          |
| Out of Bounds (CdO)                | Labrador                        | Frederikke Aspöck | Danmark          |
| The Postman                        | Al-Bostagui                     | Hussein Kamal | Egypten          |

(CdO) indikerar film som är berättigad till Caméra d'Or som regidebut.

### Cinéfondation
Följande filmer valdes ut för att visas i sektionen Cinéfondation, som fokuserar på kortfilmer gjorda av studenter på filmskolor. Vinnaren av Cinéfondation första pris har markerats.
| Engelsk titel                           | Originaltitel                           | Regissör(er)                        | Skola                                          |
| --------------------------------------- | --------------------------------------- | ----------------------------------- | ---------------------------------------------- |
| The Agony and Sweat of the Human Spirit | The Agony and Sweat of the Human Spirit | D. Jesse Damazo & Joe Bookman       | University of Iowa, Förenta Staterna           |
| Bento Monogatari                        | Bento Monogatari                        | Pieter Dirkx                        | Hogeschool Sint-Lukas, Belgien                 |
| Big Muddy                               | Big Muddy                               | Jefferson Moneo                     | Columbia University, Förenta Staterna          |
| Cagey Tigers                            | Tigre z klietky                         | Aramisova                           | FAMU, Tjeckiska Republiken                     |
| Changeling                              | Der Wechselbalg                         | Maria Steinmetz                     | HFF Konrad Wolf, Tyskland                      |
| Drari                                   | Drari                                   | Kamal Nazraq                        | La Fémis, Frankrike                            |
| Duel Before Nightfall                   | Duelo Antes da Noite                    | Alice Furtado                       | Universidade Federal Fluminense, Brasilien     |
| Fly by Night                            | 야간비행 / Ya-gan-bi-hang               | Son Tae-gyum                        | Chung-Ang University, Sydkorea                 |
| The Letter                              | Der Brief                               | Doroteya Droumeva                   | dffb, Tyskland                                 |
| Martha Must Fly                         | Al Martha lauf                          | Ma'ayan Rypp                        | Tel Aviv University, Israel                    |
| On My Doorstep                          | Befetach beity                          | Anat Costi                          | Bezalel Academy, Israel                        |
| Salsipuedes                             | Salsipuedes                             | Mariano Luque                       | National University of Córdoba, Argentina      |
| Suu and Uchikawa                        | Suu et Uchikawa                         | Nathanael Carton                    | NYU Asia, Singapore                            |
| Till Summer Comes                       | L'estate che non viene                  | Pasquale Marino                     | Centro Sperimentale di Cinematografia, Italien |
| The Trip                                | A Viagem                                | Simão Cayatte                       | Columbia University, Förenta Staterna          |
| The Wedding Party                       | La fiesta de casamiente                 | Gastón Margolin & Martín Morgenfeld | Universidad del Cine, Argentina                |

### Kortfilmer
Följande kortfilmer tävlade om Guldpalmen för bästa kortfilm. Vinnaren av Guldpalmen för bästa kortfilm har markerats.
| Engelsk titel | Originaltitel | Regissör(er)      | Land               |
| ------------- | ------------- | ----------------- | ------------------ |
| Bear          | Bear          | Nash Edgerton     | Australien         |
| Cold          | Kjøttsår      | Lisa Marie Gamlem | Norge              |
| Cross         | Cross         | Maryna Vroda      | Frankrike, Ukraina |
| Ghost         | Ghost         | Dahci Ma          | Sydkorea           |
| It Is Nothing | Ce n'est rien | Nicolas Roy       | Kanada             |
| Meathead      | Meathead      | Sam Holst         | Nya Zeeland        |
| Paternal Womb | Paternal Womb | Megumi Tazaki     | Japan              |
| Soy tan feliz | Soy tan feliz | Vladimir Durán    | Argentina          |
| Swimsuit 46   | Badpakje 46   | Wannes Destoop    | Belgien            |

### Cannes Classics
Följande filmer valdes ut för att visas i sektionen Cannes Classics.
| Engelsk titel                                       | Originaltitel                                       | Regissör(er)             | Land                             |
| --------------------------------------------------- | --------------------------------------------------- | ------------------------ | -------------------------------- |
| Tributes                                            |                                                     |                          |                                  |
| A Bronx Tale (1993)                                 | A Bronx Tale (1993)                                 | Robert De Niro           | Förenta Staterna                 |
| A Clockwork Orange (1971)                           | A Clockwork Orange (1971)                           | Stanley Kubrick          | Storbritannien, Förenta Staterna |
| The Conformist (1970)                               | Il Conformista                                      | Bernardo Bertolucci      | Italien                          |
| Molly (2011 short)                                  | Molly (2011 short)                                  | Moly Kane                | Senegal                          |
| Puzzle of a Downfall Child (1970)                   | Puzzle of a Downfall Child (1970)                   | Jerry Schatzberg         | Förenta Staterna                 |
| Sugar Cane Alley (1983)                             | Rue Cases-Négres                                    | Euzhan Palcy             | Frankrike                        |
| A Trip to the Moon (1902)                           | Le Voyage dans la lune                              | Georges Méliès           | Frankrike                        |
| Documentaries about Cinema                          |                                                     |                          |                                  |
| Belmondo, itinéraire...                             | Belmondo, itinéraire...                             | Vincent Perrot           | Frankrike                        |
| Corman's World: Exploits Of A Hollywood Rebel (CdO) | Corman's World: Exploits Of A Hollywood Rebel (CdO) | Alex Stapleton           | Förenta Staterna                 |
| Kurosawa’s Way                                      | Kurosawa, la Voie                                   | Catherine Cadou          | Frankrike                        |
| The Look                                            | The Look                                            | Angelina Maccarone       | Tyskland, Frankrike              |
| Once Upon a Time... A Clockwork Orange              | Il était une fois… Orange mécanique                 | Antoine de Gaudemar      | Frankrike                        |
| Restored prints                                     |                                                     |                          |                                  |
| The Assassin (1961)                                 | L’assassino                                         | Elio Petri               | Italien                          |
| Children of Paradise (1945)                         | Les Enfants du paradis                              | Marcel Carné             | Frankrike                        |
| Chronicle of a Summer (1960)                        | Chronique d'un été                                  | Jean Rouch & Edgar Morin | Frankrike                        |
| Despair (1978)                                      | Despair – Eine Reise ins Licht                      | Rainer Werner Fassbinder | Västtyskland                     |
| No Man's Land (1931)                                | Niemandsland                                        | Victor Trivas            | Tyskland                         |
| Le Sauvage (1975)                                   | Le Sauvage (1975)                                   | Jean-Paul Rappeneau      | Frankrike                        |
| The Machine to Kill Bad People (1952)               | La macKina ammazzacattivi                           | Roberto Rossellini       | Italien                          |
| World Cinema Foundation                             |                                                     |                          |                                  |
| The Law of the Border (1966)                        | Hudutların Kanunu                                   | Ömer Lütfi Akad          | Turkiet                          |

(CdO) indikerar film som är berättigad till Caméra d'Or som regidebut.

### Cinéma de la Plage
Cinéma de la Plage är en del av festivalens officiella urval. Utomhusvisningarna på strandbion i Cannes är öppna för allmänheten.
| Engelsk titel                                       | Originaltitel                                       | Regissör(er)      | Land               |
| --------------------------------------------------- | --------------------------------------------------- | ----------------- | ------------------ |
| And the Ship Sails On (1984)                        | E la nave va                                        | Federico Fellini  | Italien, Frankrike |
| Ant Scream (2011)                                   | Ant Scream (2011)                                   | Sameh Abdel Aziz  | Egypten            |
| Das Boot: Directors Cut (1981/79)                   | Das Boot: Directors Cut (1981/79)                   | Wolfgang Petersen | Västtyskland       |
| The Caine Mutiny (1954)                             | The Caine Mutiny (1954)                             | Edward Dmytryk    | Förenta Staterna   |
| Greed in the Sun (1965)                             | 100.000 dollars au soleil                           | Henri Verneuil    | Frankrike, Italien |
| The Man from Acapulco (1973)                        | Le Magnifique                                       | Philippe de Broca | Frankrike, Italien |
| A Night To Remember (1958)                          | A Night To Remember (1958)                          | Roy Ward Baker    | Storbritannien     |
| Reflets sur la Croisette (2011, a series of shorts) | Reflets sur la Croisette (2011, a series of shorts) | Isabelle Putod    | Frankrike          |
| Winter Frog (2011 short)                            | Grenouille d'hiver                                  | Slony Sow         | Frankrike          |

## Parallella sektioner

### Internationella kritikerveckan
Uppställningen för Internationella kritikerveckan tillkännagavs den 18 april på sektionens webbplats. Decleration of War, regisserad av Valérie Donzelli, och Bachelor Days Are Over, regisserad av Katia Lewkowicz, valdes ut som inlednings- och avslutningsfilmer för sektionen Semaine de la Critique.
Spelfilmer
| Engelsk titel                    | Originaltitel                    | Regissör(er)                    | Land                 |
| -------------------------------- | -------------------------------- | ------------------------------- | -------------------- |
| 17 Girls (CdO)                   | 17 filles                        | Delphine Coulin & Muriel Coulin | Frankrike            |
| Las Acacias (Camera d'Or winner) | Las Acacias (Camera d'Or winner) | Pablo Giorgelli                 | Argentina, Spanien   |
| Avé (CdO)                        | Avé (CdO)                        | Konstantin Bojanov              | Bulgarien, Frankrike |
| Sauna on the Moon                | 嫦娥 / Chang'e                   | Zou Peng                        | Kina                 |
| The Slut (CdO)                   | הנותנת / Hanotenet               | Hagar Ben-Asher                 | Israel, Tyskland     |
| Snowtown (CdO)                   | Snowtown (CdO)                   | Justin Kurzel                   | Australien           |
| Take Shelter                     | Take Shelter                     | Jeff Nichols                    | Förenta Staterna     |

(CdO) indikerar film som är berättigad till Caméra d'Or som regidebut.
Kortfilmer
| Engelsk titel                                                                                              | Originaltitel                                                                       | Regissör(er)         | Land               |
| --- | ----------------------------------------------------------------------------------- | -------------------- | ------------------ |
| Alexis Ivanovitch, You're My Hero                                                                          | Alexis Ivanovitch vous êtes mon héros                                               | Guillaume Gouix      | Frankrike          |
| Black Moon                                                                                                 | Black Moon                                                                          | Amy Siegel           | Förenta Staterna   |
| Blue | Blue                                                                                | Stephen Kang         | Nya Zeeland        |
| Boy | Boy                                                                                 | Topaz Adizes         | Förenta Staterna   |
| Finis Operis                                                                                               | 불멸의 사나이 / Bul-myul-ui-sa-na-ie                                                | Moon Byoung-gon      | Sydkorea           |
| In Front of the House                                                                                      | 집 앞에서 / Jib Apeseo                                                              | Lee Tae-ho           | Sydkorea           |
| The Inviolability of the Domicile Is Based On the Man Who Appears Wielding an Axe at the Door of His House | La inviolabilidad del domicilio se basa en el hombre que aparece empuñando un hacha | Alex Piperno         | Uruguay, Argentina |
| Junior | Junior                                                                              | Julia Ducournau      | Frankrike          |
| Permanencias                                                                                               | Permanências                                                                        | Ricardo Alves Júnior | Brasilien          |
| Sundays | Dimanches                                                                           | Valéry Rosier        | Belgien            |

Särskilda visningar
| Engelsk titel                | Originaltitel          | Regissör(er)             | Land                        |
| ---------------------------- | ---------------------- | ------------------------ | --------------------------- |
| Bachelor Days Are Over (CdO) | Pourquoi tu pleures?   | Katia Lewkowicz          | Frankrike                   |
| Declaration of War           | La Guerre est déclarée | Valérie Donzelli         | Frankrike                   |
| My Little Princess (CdO)     | My Little Princess     | Eva Ionesco              | Frankrike                   |
| To Die By Your Side          | Mourir auprès de toi   | Spike Jonze & Simon Cahn | Frankrike                   |
| Walk Away Renee              | Walk Away Renee        | Jonathan Caouette        | Förenta Staterna, Frankrike |

(CdO) indikerar film som är berättigad till Caméra d'Or som regidebut.

### Directors' Fortnight
Följande filmer valdes ut för att visas i den oberoende sektionen Directors Fortnight
Spelfilmer
| Engelsk titel                 | Originaltitel                 | Regissör(er)                              | Land             |
| ----------------------------- | ----------------------------- | ----------------------------------------- | ---------------- |
| Blue Bird                     | Blue Bird                     | Gust Van Den Berghe                       | Belgien          |
| Breathing (CdO)               | Atmen                         | Karl Markovics                            | Österrike        |
| Code Blue                     | Code Blue                     | Urszula Antoniak                          | Nederländerna    |
| End of Silence (CdO)          | La Fin du silence             | Roland Edzard                             | Frankrike        |
| The Fairy                     | La Fée                        | Dominique Abel, Bruno Romy & Fiona Gordon | Belgien          |
| The Giants                    | Les Géants                    | Bouli Lanners                             | Belgien          |
| Heat Wave (CdO)               | Après le sud                  | Jean-Jacques Jauffret                     | Frankrike        |
| Heavenly Body (CdO)           | Corpo Celeste                 | Alice Rohrwacher                          | Italien          |
| Impardonnables                | Impardonnables                | André Téchiné                             | Frankrike        |
| Iris in Bloom (CdO)           | En ville                      | Valérie Mrejen & Bertrand Schefer         | Frankrike        |
| The Island                    | Ostrovat (Островът)           | Kamen Kalev                               | Bulgarien        |
| Mushrooms                     | Chatrak                       | Vimukthi Jayasundara                      | Indien           |
| The Other Side of Sleep (CdO) | The Other Side of Sleep (CdO) | Rebecca Daly                              | Irland           |
| Palawan Fate                  | Busong                        | Auraeus Solito                            | Filippinerna     |
| Play                          | Play                          | Ruben Östlund                             | Sverige          |
| Porfirio                      | Porfirio                      | Alejandro Landes                          | Colombia         |
| Return (CdO)                  | Return (CdO)                  | Liza Johnson                              | Förenta Staterna |
| The Silence of Joan           | Jeanne captive                | Philippe Ramos                            | Frankrike        |
| The Silver Cliff              | O Abismo Prateado             | Karim Aïnouz                              | Brasilien        |
| Sur la planche                | Sur la planche                | Leila Kilani                              | Marocko          |
| Volcano (CdO)                 | Volcano (CdO)                 | Runar Runarsson                           | Island           |

(CdO) indikerar film som är berättigad till Caméra d'Or som regidebut.
Särskilda visningar
| Engelsk titel                          | Originaltitel                          | Regissör(er)                           | Land             |
| -------------------------------------- | -------------------------------------- | -------------------------------------- | ---------------- |
| Back Door Channels: The Price of Peace | Back Door Channels: The Price of Peace | Harry Hunkele                          | Förenta Staterna |
| Guilty of Romance                      | Koi no Tsumi                           | Sion Sono                              | Japan            |
| Les jeunes gens modernes               | Les jeunes gens modernes               | Jérôme de Missolz & Jean-François Sanz | Frankrike        |
| La nuit elles dansent                  | La nuit elles dansent                  | Isabelle Lavigne & Stéphane Thibault   | Kanada           |
| El velador                             | El velador                             | Natalia Almada                         | Förenta Staterna |

Kortfilmer
| Engelsk titel                                            | Originaltitel                                            | Regissör(er)     | Land             |
| -------------------------------------------------------- | -------------------------------------------------------- | ---------------- | ---------------- |
| Armand 15 ans l’été dernier                              | Armand 15 ans l’été dernier                              | Blaise Harrison  | Frankrike        |
| Boro in the Box                                          | Boro in the Box                                          | Bernard Mandico  | Frankrike        |
| Cigarette at Night                                       | Cigarette at Night                                       | Duane Hopkins    | Storbritannien   |
| Csicska                                                  | Csicska                                                  | Attila Till      | Ungern           |
| Dans le jardin du temps, portrait d’Ely et Nina Bielutin | Dans le jardin du temps, portrait d’Ely et Nina Bielutin | Clément Cogitore | Frankrike        |
| Demain, ça sera bien                                     | Demain, ça sera bien                                     | Pauline Gay      | Frankrike        |
| Fourplay: Tampa                                          | Fourplay: Tampa                                          | Henry Kyle       | Förenta Staterna |
| The Guidance of Reason                                   | La conduite de la Raison                                 | Aliocha          | Frankrike        |
| Killing the chickens to Scare the Monkeys                | Killing the chickens to Scare the Monkeys                | Jens Assur       | Sverige          |
| Mila Caos                                                | Mila Caos                                                | Simon Paetau     | Tyskland         |
| Nuven                                                    | Nuven                                                    | Basil Da Cuncha  | Chile            |
| Las Palmas                                               | Las Palmas                                               | Johannes Nyholm  | Sverige          |
| Le songe de Poliphile                                    | Le songe de Poliphile                                    | Camille Henrot   | Frankrike        |
| Vice versa one                                           | Vice versa one                                           | Sadat Shahrbanoo | Afghanistan      |

## Utmärkelser

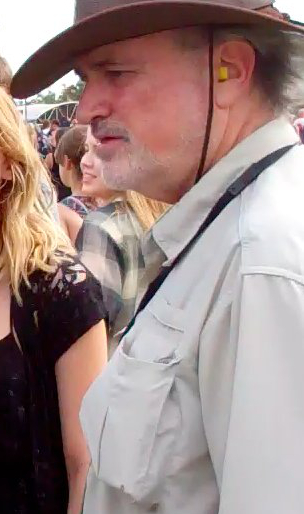
Terrence Malick, vinnare av Guldpalmen 2011.

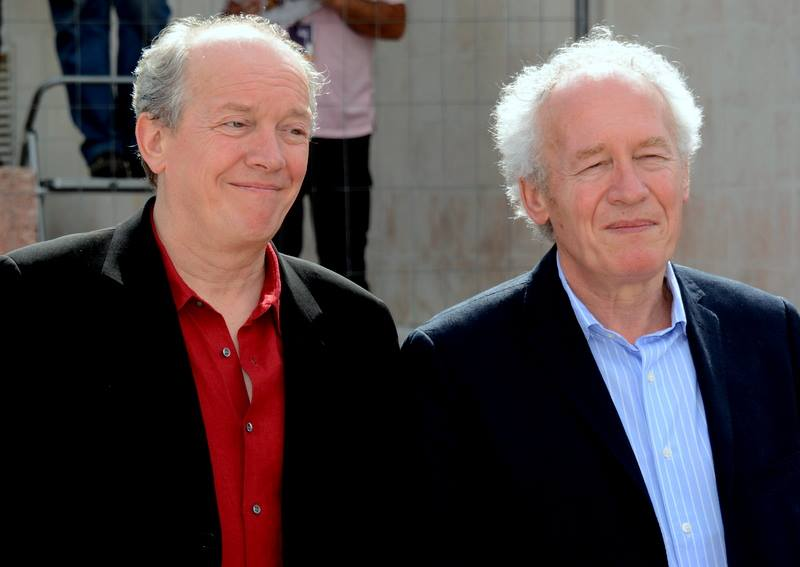
Jean-Pierre och Luc Dardenne, vinnare av Gran Prix.

### Officiella utmärkelser
Guldpalmen vanns av den amerikanska filmen The Tree of Life i regi av Terrence Malick. Två av filmens producenter, Bill Pohlad och Sarah Green, tog emot priset för den tillbakadragna Malicks räkning. The Tree of Life var första amerikanska film att vinna Guldpalmen sedan Fahrenheit 9/11 2004. Juryns ordförande, Robert De Niro, sa att det var svårt att välja en vinnare, men The Tree of Life "passade kriterierna". De Niro förklarade: "Den hade storleken, vikten, avsikten, vad du än vill kalla det, som tycktes passa priset."
Följande filmer och personer fick utmärkelsen 2011:s officiella urval:
I tävlan
- Guldpalmen: The Tree of Life av Terrence Malick
- Grand Prix: Once Upon a Time in Anatolia av Nuri Bilge Ceylan och The Kid with a Bike av Jean-Pierre and Luc Dardenne
- Priset för bästa regissör: Nicolas Winding Refn för Drive
- Priset för bästa manus: Footnote av Joseph Cedar
- Priset för bästa kvinnliga skådespelare: Kirsten Dunst för Melancholia
- Priset för bästa manliga skådespelare: Jean Dujardin för The Artist
- Juryns pris: Polisse av Maïwenn

Un Certain Regard
- Prix Un Certain Regard: Arirang av Kim Ki-duk och Stopped on Track av Andreas Dresen[39]
- Un Certain Regard Juryns pris: Elena av Andrey Zvyagintsev
- Un Certain Regard Bästa regissör: Mohammad Rasoulov för Goodbye

Cinéfondation
- 1:a pris: The Letter av Doroteya Droumeva
- 2:a pris: Drari av Kamal Nazraq
- 3:e pris: Fly by Night av Son Tae-gyum

Gyllene kamera
- Camera d'Or: Las Acacias av Pablo Giorgelli

Kortfilmer
- Guldpalmen för bästa kortfilm: Cross av Maryna Vroda
- Juryns pris för kortfilm: Swimsuit 46 av Wannes Destoop

### Oberoende utmärkelser
FIPRESCI -priser
- Le Havre av Aki Kaurismäki (i tävling)
- The Minister av Pierre Schöller (Un Certain Regard)
- Take Shelter av Jeff Nichols (Critics 'Week)

Vulcan Award of the Technical Artist
- Vulcan Award: José Luis Alcaine (cinemtaografi) för The Skin I Live In (La piel que habito)

Ekumeniska juryn
- Den ekumeniska juryns pris: This Must Be the Place av Paolo Sorrentino
- Ekumeniska juryns pris - särskilt omnämnande: Le Havre av Aki Kaurismäki & Where do we go now? av Nadine Labaki[41]

Utmärkelser inom ramen för Internationella kritikerveckan
- Critics Week Nespresso Grand Prize: Take Shelter av Jeff Nichols
- Särskilt omnämnande från juryns ordförande: Snowtown av Justin Kurzel
- Prix SACD: Take Shelter av Jeff Nichols
- ACID/CCAS-pris: Las Acacias av Pablo Giorgelli
- Very Young Critics Prize: Las Acacias av Pablo Giorgelli

Utmärkelser inom ramen för Directors 'Fortnight
- International Confederation of Art Cinemas: The Giants av Bouli Lanners
- Prix SACD: The Giants av Bouli Lanners

Association Prix François Chalais
- Prix François Chalais: Where do we go now? (Halla 'Lawein?) Av Nadine Labaki

Queerpalmen
- Queerpalmen: Beauty av Oliver Hermanus

Palmhunden
- Palmhunden: Uggy for The Artist
- Speciellt jurypris: Laika för Le Havre